# Пиянешки говор
Пиянешкият говор е български диалект, представител на преходната група югозападни говори. Говори се в българската част на областта Пиянец. Граничи с кюстендилския, благоевградския и дупнишкия говор, като по своите характеристики се разглежда като преходен между тях.

## Характерни особености
- Групи шт и жд като застъпници на прасляванските *tj и *dj.
- Застъпник на стб. ѫ е гласната а – сàбота (събота), рàка (ръка).
- Застъпник на стб. ъ са o и а: бòчва (бъчва), пèток (петък), дàска (дъска), кàсно (късно).
- Пълна липса на съгласна х: леп (хляб), алвà (халва), чу (чух).
- Наличие на преходи в⇒ф: флèзе (влезе), фърбà (върба).
- Глаголите от I и II спрежение окончават на -а в 1 л. ед. ч.: да вѝда (да видя), да вѝкна (да викна).
- Членуването за м. р. ед. ч. се различава, в зависимост от предходната съгласна:
  - след твърда съгласна -o: човèко (човекът), денò (денят), вòло (волът).
  - след мека съгласна -е: кòне (конят), мажè (мъжът), нòже (ножът).
- Наличие на агломеративно падежно окончание -те при личните имена от м. р., завършващи на -е и -о: Петрè—Петрèте, Станчò—Станчòте, Станчòте го ỳбаво натепàа (хубаво го набиха Станчо).